# Denny Kantono
Denny Kantono (n. 12 ianuarie 1970, Samarinda, Kalimantanul de Est, Indonezia) este un jucător de badminton ce a reprezentat Indonezia, medaliat olimpic. A participat la o ediție a Jocurilor Olimpice (1996) în care a câștigat o medalie de bronz.